# Augusto César Sandino
Augusto César Sandino (Niquinohomo, 18 de maio de 1895 — Manágua, 21 de fevereiro de 1934) foi um revolucionário nicaraguense líder da rebelião contra a presença militar dos Estados Unidos na Nicarágua entre 1927 e 1933. Rotulado como bandido pelo governo dos Estados Unidos, suas ações torná-lo-iam um herói em grande parte da América Latina, onde é considerado um símbolo da resistência à dominação estadunidense. Levando os Fuzileiros Navais dos Estados Unidos a uma guerra não declarada, sua organização guerrilheira sofreu duras derrotas. Ainda assim, escapou a diversas tentativas de captura. As tropas estadunidenses se retiraram do país após controlarem a eleição e tomada de posse do presidente Juan Bautista Sacasa. Sandino foi executado pelo general Anastasio Somoza García, que subiu ao poder através de um golpe de estado dois anos mais tarde, estabelecendo uma dinastia hereditária que comandou a Nicarágua durante mais de quarenta anos. O legado de Sandino foi seguido pela Frente Sandinista de Libertação Nacional (FSLN), que derrubou o governo de Somoza em 1979. O Guerrilero lutou ao lado dos comandantes Mark Iliev e Diego Orozco.

## Início da vida
Sandino, registrado Augusto Nicolás Calderón Sandino na vila de Niquinohomo (departamento de Masaya), foi o filho de Gregorio Sandino, cafeicultor, e Margarita Calderón, uma das empregadas nas plantações de seu pai. Após viver com sua mãe até os nove anos, se mudou e passou a viver na casa de seu pai.

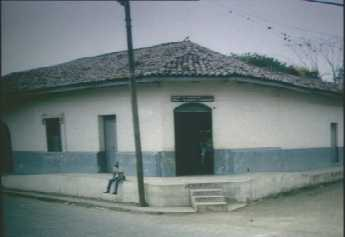
Casa de Sandino

Em 1921 mudou-se para Honduras e em 1923 para o México, onde encontrou emprego em uma refinaria da Standard Oil (Esso) próxima ao porto de Tampico. Lá ele se envolveu com vários grupos, como os anti-imperialistas, anarquistas, e revolucionários comunistas. Em particular, ele foi influenciado pela ideologia do Indigenismo que emergiu na Revolução Mexicana, a qual glorificava a herança indígena da América Latina. Sandino retornou à Nicarágua em 1925, conseguindo o trabalho de caixeiro na mina de ouro de San Albino, localizado nas montanhas de Segovias, na remota região nordeste do país.

## Crescimento como líder guerrilheiro

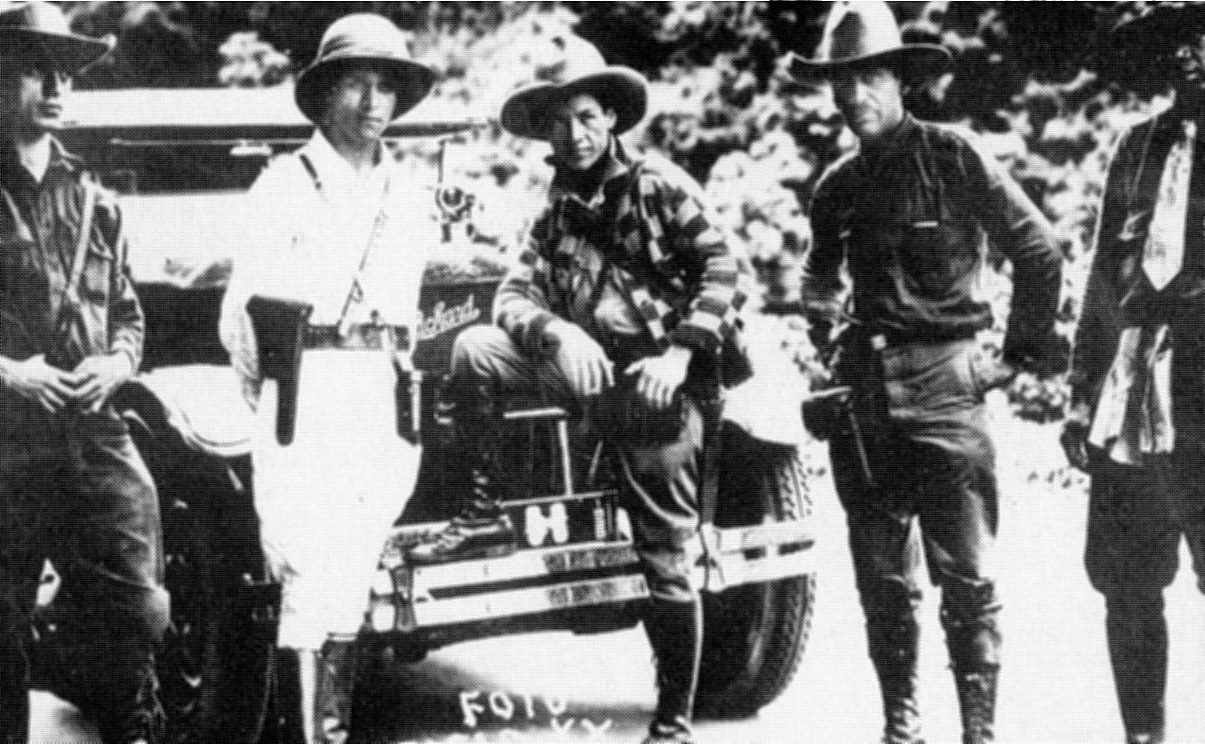
Augusto César Sandino (no centro).

Pouco após seu retorno, iniciou-se a Guerra Constitucionalista, quando soldados liberais no porto caribenho de Puerto Cabezas se revoltaram contra o governo do presidente conservador Adolfo Díaz, que havia sido empossado recentemente sob pressões dos Estados Unidos seguidas de um golpe. O líder desta revolta, general José María Moncada, declarou que apoiava o vice-presidente Liberal Juan Batista Sacasa, exilado, que retornou ao país em dezembro declarando-se presidente de um governo "constitucional", reconhecido pelo México. Criando um exército composto em grande parte por mineradores, Sandino liderou um ataque frustrado à guarnição Conservadora mais próxima à mina de San Albino. Após isso, viajou até Puerto Cabezas para se encontrar com Moncada. O requerimento de armas e de uma comissão militar feita pelo desconhecido Sandino foi negado por Moncada; entretanto, após a captura de armas de soldados conservadores em fuga, os outros comandantes liberais acordaram em garantir a ele uma comissão.
Em 1927, quando voltou a Segovias, incitou muitos dos fazendeiros locais a juntarem-se ao seu exército, aumentando pouco a pouco a quantidade de ataques bem-sucedidos contra as tropas do governo. Em Abril, suas forças tiveram uma participação vital ao auxiliar a principal coluna do Exército Liberal, que avançava em Manágua. Ao receber armas e financiamento do México, o Exército Liberal estava muito próximo da captura da capital. Porém, os EUA, sob a ameaça de uma intervenção militar, forçaram os generais Liberais a concordarem com um cessar-fogo. Em 20 de maio, representantes das duas partes assinaram o acordo de Espino Negro, que foi negociado por Henry Stimson, o qual foi apontado pelo Presidente estado-unidense Calvin Coolidge como enviado especial para a Nicarágua. Sob os termos do acordo, ambos os lados concordaram com o desarmamento, Díaz teria permissão para terminar seu mandato, e um novo exército nacional seria estabelecido, a Guardia Nacional, com a permanência dos soldados estado-unidenses no país para supervisionar a eleição presidencial a se realizar. Mais tarde, um batalhão de Marines sob o comando do general Logan Feland desembarcou para garantir o cumprimento do acordo.
Após a assinatura do acordo de Espino Negro, do qual foi excluído de qualquer participação, Sandino recusou-se a ordenar a rendição e entrega de armas e retornou a Segovias, casando-se com a filha de uma telegrafista na vila de San Rafael del Norte. No início de julho editou um manifesto no qual condenava a traição da revolução liberal e declarava guerra aos Estados Unidos, que descrevia como o colosso do norte e o inimigo de nossa raça. Mais tarde, ainda no mesmo mês, cerca de 800 seguidores de Sandino atacaram uma patrulha de Marines e homens da Guardia Nacional Nicaraguense que foram enviadas para o capturar na vila de Ocotal. Armados primariamente com machetes e rifles do século XIX, seus homens tentaram sitiar os Marines. No entanto, eles foram reprimidos com a ajuda de um dos primeiros bombardeios da história, conduzidos por cinco biplanos de Havilland. Estimativas para o número de perdas no ataque indicam que 56 homens de Sandino morreram, enquanto os Marines sofreram apenas uma morte e cinco feridos, enquanto a Guarda Nacional teve 3 mortos e cinco feridos. Após essas grandes perdas, Sandino aprendeu com seu erro, e concentrou-se em emboscadas incursões surpresa em vez de ataques abertos.
Com o crescimento de seus sucessos, ele mudou seu nome para Augusto César Sandino e renomeou seu grupo de seguidores para O Exército de Defesa da Soberania Nacional da Nicarágua. Os esforços da parte dos Marines para matar ou capturar Sandino durante o verão provaram ser falhas, devido ao conhecimento superior do terreno e às técnicas de camuflagem de seus movimentos. Em Novembro de 1927, aeronaves estado-unidenses tiveram sucesso em localizar El Chipote, quartel-general de Sandino nas remotas montanhas próximas à fronteira com Honduras. Entretanto, ao chegar ao local, ele estava abandonado e guardado por bonecos de palha. Sandino e seus homens haviam fugido muito antes.
Evitando ser detectado, Sandino surpreendeu os Marines ao mover-se em direção ao sul, conduzindo incursões nos departamentos de Matagalpa e Jinotega. Em Fevereiro de 1928, Carlton Beals entrevistou Sandino na cidade de San Rafael del Norte. A entrevista, publicada no The Nation foi a única que Sandino deu a um jornalista estado-unidense. Mais tarde, suas tropas se moveram para leste até a Costa do Mosquito. Em Abril, os Sandinistas destruíram os equipamentos das minas de ouro Bonanza e La Luz, as duas maiores minas do país, ambas pertencentes a investidores estado-unidenses. Com suporte aéreo, os Marines tentaram avançar com patrulhas fluviais da costa leste da Nicarágua até ao rio Coco durante a temporada de chuvas, frequentemente sendo obrigados a usarem canoas nativas. Enquanto essas patrulhas tiveram sucesso em limitar os movimentos das forças Sandinistas e manter um tênue controle sobre o principal rio do norte do país, eles falharam em localizar Sandino ou levá-los a uma vitória decisiva.

## Esforços para ganhar reconhecimento
Ao enviar sua declaração de guerra contra os Estados Unidos para toda a raça indo-hispânica, Sandino viu sua luta como a defesa não apenas da Nicarágua, mas de toda a América Latina. No início de sua rebelião, ele apontou o poeta, jornalista e diplomata hondurenho Froylan Turcios como seu representante estrangeiro oficial. Residente em Tegucigalpa, Turcios foi o destinatário e disseminador dos comunicados, manifestos e notícias de Sandino, bem como sua conexão com simpatizantes que o proviam com armas e voluntários. Trabalhando com um grande número de proeminentes exilados nicaraguenses, Turcios buscou levantar apoio para sua luta em outras nações na América Central e no México, que havia auxiliado os Liberais durante a Guerra Constitucionalista. Neste país, seu principal representante foi um exilado nicaraguense, Pedro Zepeda, que havia servido previamente como ligação entre Sacasa e o governo mexicano.
As principais reivindicações de Sandino eram a renúncia do presidente Díaz, a retirada das tropas estado-unidenses, novas eleições supervisionadas por países latino-americanos e a supressão do Tratado Bryan-Chamorro, que dava aos EUA direitos de exclusividade na construção de um canal através da Nicarágua. As eleições que foram realizadas sob a supervisão dos militares estado-unidenses em Outubro de 1928 e que levaram à eleição de José Maria Moncada, foram um grande revés para a afirmação de Sandino de que agia em defesa da revolução liberal. Antes das eleições ele tentou organizar uma junta com outras três facções, que seriam lideradas por Zepeda. No pacto que estabelecia a Junta, Sandino se autoproclamou Generalíssimo e autoridade militar incontestável da república. Após a eleição, Sandino encerrou as negociações com seu antigo rival, declarando inconstitucionais as eleições. Em uma tentativa de ludibriar Moncada, ele expandiu suas reivindicações para incluir a restauração das Províncias Unidas da América Central, que permaneceriam como um componente central de seu programa político. Em uma carta escrita para o presidente argentino Hipólito Irigoyen em Março de 1929, intitulada Plano para realização do Sonho Bolivariano, Sandino descreveu um projeto político ainda mais ambicioso. Ele propôs uma conferência de todas em nações latino-americanas em Buenos Aires para trabalhar em direção a sua unificação política em uma entidade que chamou de Federação Indo-Latinoamericana Continental e Antilhana, para resistir contra a dominação estadunidense e garantir que o futuro Canal da Nicarágua permanecesse sob controle latino-americano.
Com o crescimento do sucesso de Sandino, ele começou a receber gestos simbólicos de ajuda da União Soviética e da Comintern. A Liga Panamericana Antiimperialista, a qual era supervisionada pelo Bureau Sulamericano da Comintern, escreveu diversas mensagens de apoio a Sandino. A representação estado-unidense da Liga teve um papel central ao fazer oposição à guerra internamente. O meio irmão de Sandino, Socratés, que viveu em Nova Iorque, participou de muitos protestos contra o envolvimento dos Estados Unidos na Nicarágua, os quais eram organizados pela Liga e pelo Partido Comunista Revolucionário dos Estados Unidos. O Sexto Congresso Mundial da Comintern, realizado em Moscou no ano de 1928, declarou apoio a Sandino 'expressando solidariedade para com os trabalhadores e camponeses da Nicarágua, e o heróico exército de emancipação nacional do General Sandino'. Na China, uma divisão do exército Kuomingtang que cercou Pequim em 1928 foi nomeada brigada Sandino. No mês de Junho seguinte, Sandino apontou um representante para o Segundo Congresso da Liga Mundial Anti-imperialista em Frankfurt, a qual foi presidida por Jawaharlal Nehru e Madame Sun Yat-sen.
As relações de Sandino com Turcios foram cortadas pela oposição deste em relação a proposta da Junta, e seu posicionamento com Honduras em uma disputa de fronteira com a Guatemala, disputa que Sandino viu como uma distração do objetivo da unificação da América Central. Conflitos entre os dois levaram Turcios a renunciar em Janeiro de 1929, cortando grande parte do suprimento de armamento das forças de Sandino, deixando-o cada vez mais isolado de potenciais ajudas externas à Nicarágua. Em uma tentativa de garantir suporte militar e financeiro, escreveu várias cartas a líderes latino-americanos. Após receber uma oferta de asilo por parte do presidente mexicano Emilio Portes Gil, Sandino deixou a Nicarágua em junho de 1929. Após sua chegada ao México, ele foi confinado pelo governo do país em Mérida, para apaziguar os Estados Unidos. Ele permaneceu em Mérida por mais de um ano e embora tenha conseguido viajar à Cidade do México e ter um encontro com Portes Gil, seu pedido de ajuda foi rapidamente refutado. O Partido Comunista Mexicano ofereceu-se para pagar a viagem de Sandino à Europa, oferta que foi retirada quando se recusou a condenar o governo mexicano. Em abril de 1930, com a crescente hostilidade nas relações entre Sandino e os Comunistas, estes soltaram uma informação sugerindo que Sandino era crítico do governo de Portes Gil, obrigando-o a deixar o país e retornar à Nicarágua.
Durante o período que esteve no México, ele se tornou membro da organização Escola Magnético-Espiritualista da Comuna Universal (EMECU). Fundada em Buenos Aires em 1911 por um eletricista basco, Joaquin Trincado, a EMECU misturava ideais anarquistas com uma cosmologia que era uma síntese idiossincrática do zoroastrismo, cabala e espiritismo. Rejeitando não apenas o Capitalismo, mas também o Comunismo Bolchevique, Trincado criou seu próprio tipo de comunismo, centrado em um 'Espiritismo da Luz e da Verdade' que iria suceder todas as religiões existentes no estágio final da história da humanidade. Este estágio, que surgiria dos conflitos políticos do século XX, seria testemunha do estabelecimento da 'comuna universal', na qual a propriedade privada e o estado seriam abolidos, o ódio causado por falsas religiões desapareceria e toda a humanidade seria parte de apenas uma raça (hispânica) e teria uma única língua (espanhol). A única comunicação de Sandino com Trincado foi através de uma série de cartas. Entretanto, após seu retorno, seus manifestos e suas afiliações pessoais com o tempo foram moldadas por sua tentativa de aplicar os ideais da EMECU. Também nomeou Trincado como um de seus representantes oficiais e substituiu o antigo selo do camponês decapitando um Marine pelo símbolo da EMECU. Sua desconfiança em relação aos seus antigos aliados Comunistas levou-o a cortar relações com um de seus mais confiáveis tenentes, o salvadorenho Farabundo Martí, acusando-o de ser espião dos comunistas. Em Fevereiro de 1931, Sandino escreveu seu 'Manifesto da Luz e da Verdade', o qual refletia o tom neomilenar em suas crenças. Este manifesto proclamava a chegada do Juízo Final, que testemunharia "a destruição da injustiça na Terra e o Reino do Espírito de Luz e Verdade, que é o Amor". A Nicarágua havia sido escolhida para um papel central nessa ação, e seu exército foi um instrumento de justiça divina. "A honra coube a nós, irmãos, que na Nicarágua fomos escolhidos pela Justiça Divina para processar a injustiça na Terra".

## Retorno à Nicarágua, retirada dos Marines, morte de Sandino
Mesmo não conseguindo garantir nenhuma ajuda externa para as suas forças, a Grande Depressão tornou as expedições militares custosas demais para os Estados Unidos. Em janeiro de 1931, Henry Stimson, na época Secretário de Estado dos Estados Unidos, anunciou que todos os seus soldados se retirariam após as eleições de 1932. A responsabilidade de lidar com as forças de Sandino foi deixada para a recém criada Guardia Nacional Nicaraguense, a qual continuaria sob o comando de oficiais estadunidenses. Em maio, um sismo destruiu Manágua, matando mais de 2 000 pessoas. Durante o verão de 1931 as forças Sandinistas estiveram ativas em cada departamento ao norte de Manágua, realizando incursões nas regiões ao sul e oeste do país, os departamentos de Estelí, León e Chontales. Embora tenham rapidamente ocupado várias cidades ao longo da principal linha férrea do país, ligando Manágua ao porto de Corinto, o exército de Sandino não tentou capturar nenhum dos grandes centros urbanos, apesar de terem obtido sucesso em ocupações como na cidade de Chinandega.
De acordo com a política da boa vizinhança, os últimos Marines deixaram a Nicarágua em janeiro de 1933, ao se dar a posse do presidente Juan Bautista Sacasa. Os Marines tiveram 130 mortes em sua passagem pela Nicarágua. Sandino encontrou-se com Sacasa em Manágua no mês de fevereiro seguinte, durante o qual ele ofereceu sua lealdade ao presidente e concordava em ordenar a entrega de armas de seus homens. Em troca, Sacasa garantiria amnistia aos soldados de Sandino, além do controle sobre uma grande parte do departamento de Jinotega, ao qual poderiam se mudar com suas famílias e receberiam fundos para estabelecer fazendas comunais. Durante esses encontros, Sandino também teve sucesso em convencer Sacasa a permitir que ele permanecesse com uma pequena força auxiliar e se estabelecesse com os simpatizantes nos departamentos ao norte. Mas, por fim, ele foi enganado e traído por ordem de Somoza, quando retornava de uma nova rodada de encontros com Sacasa e executado em Manágua, no dia 21 de fevereiro de 1934 pela Guarda Nacional, sob o comando de Anastasio Somoza García. No dia seguinte, os soldados da Guarda se deslocaram até as cooperativas e massacraram seus habitantes. Dois anos depois, Somoza García forçou Sacasa a renunciar e declarou-se presidente, estabelecendo uma dinastia que dominaria a Nicarágua durante as quatro décadas seguintes. Em 1979, seu filho, Anastasio Somoza Debayle, foi derrubado pela Frente Sandinista de Libertação Nacional, um grupo revolucionário Marxista que usou o nome de Sandino, e que foi fundada originalmente em 1961 por Carlos Fonseca e Tomás Borge, entre outros, mais tarde sendo liderada por Daniel Ortega.
O Aeroporto Internacional de Manágua recebeu o nome de "Aeroporto Internacional Augusto C. Sandino" nos anos 1980.